# Переднемоторная, полноприводная компоновка
Схема трансмиссии полноприводного автомобиля...
Переднемоторная, полноприводная компоновка (англ. front-engine, four-wheel drive), сокращённо обозначаемая П4 (англ. F4) — разновидность компоновки автомобиля, при которой двигатель внутреннего сгорания располагается в передней части автомобиля, а ведущими являются все четыре колеса. Такая компоновка является самой целесообразной для грузовых автомобилей повышенной проходимости, пикапов и SUV: она обеспечивает их сцепление, не жертвуя ни перевозимым грузом, ни пассажирскими сиденьями.

## Характеристики
Большая часть полноприводных автомобилей — переднемоторные, которые являются производными от переднемоторных задне- и переднеприводных. Первым полноприводным автомобилем в истории является Spyker 60 HP, выпущенный в 1903 году.
Обычная полноприводная компоновка предусматривает наличие трёх дифференциалов: для передней и задней оси, а также центрального межосевого.
Существует система part-time 4-wheel drive с возможностью переключения с полного привода на частичный (двухколёсный), которая предусматривает наличие раздаточной коробки и отсутствие центрального межосевого дифференциала. При движении по нормальной дороге автомобиль обычно переключается на двухколёсный привод, чтобы предотвратить повреждение раздаточной коробки.

## Некоторые примеры
Более подробный список см. здесь

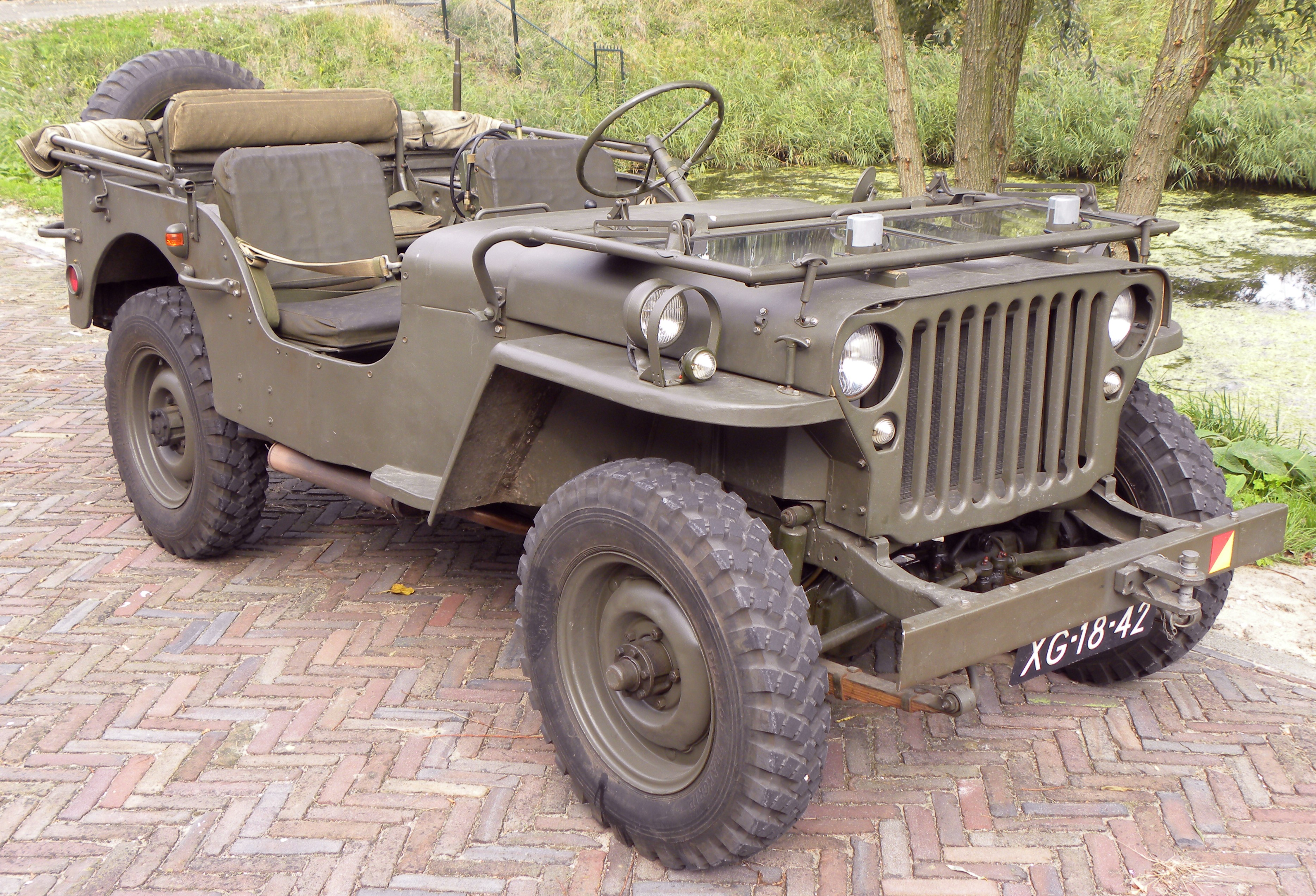
Willys MB
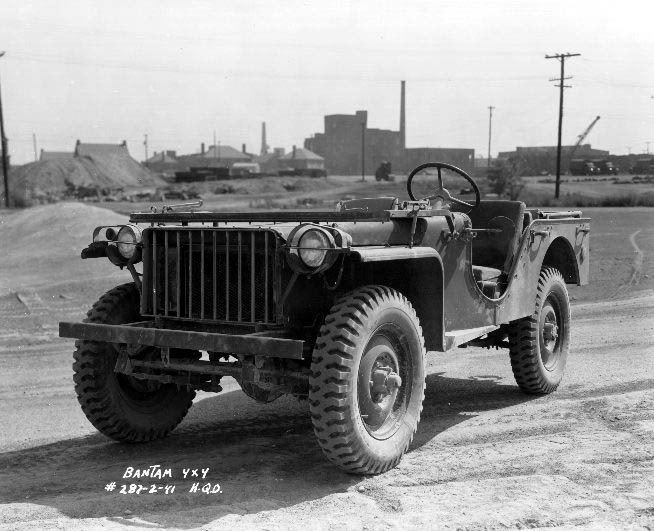
Bantam BRC-40[пол.]
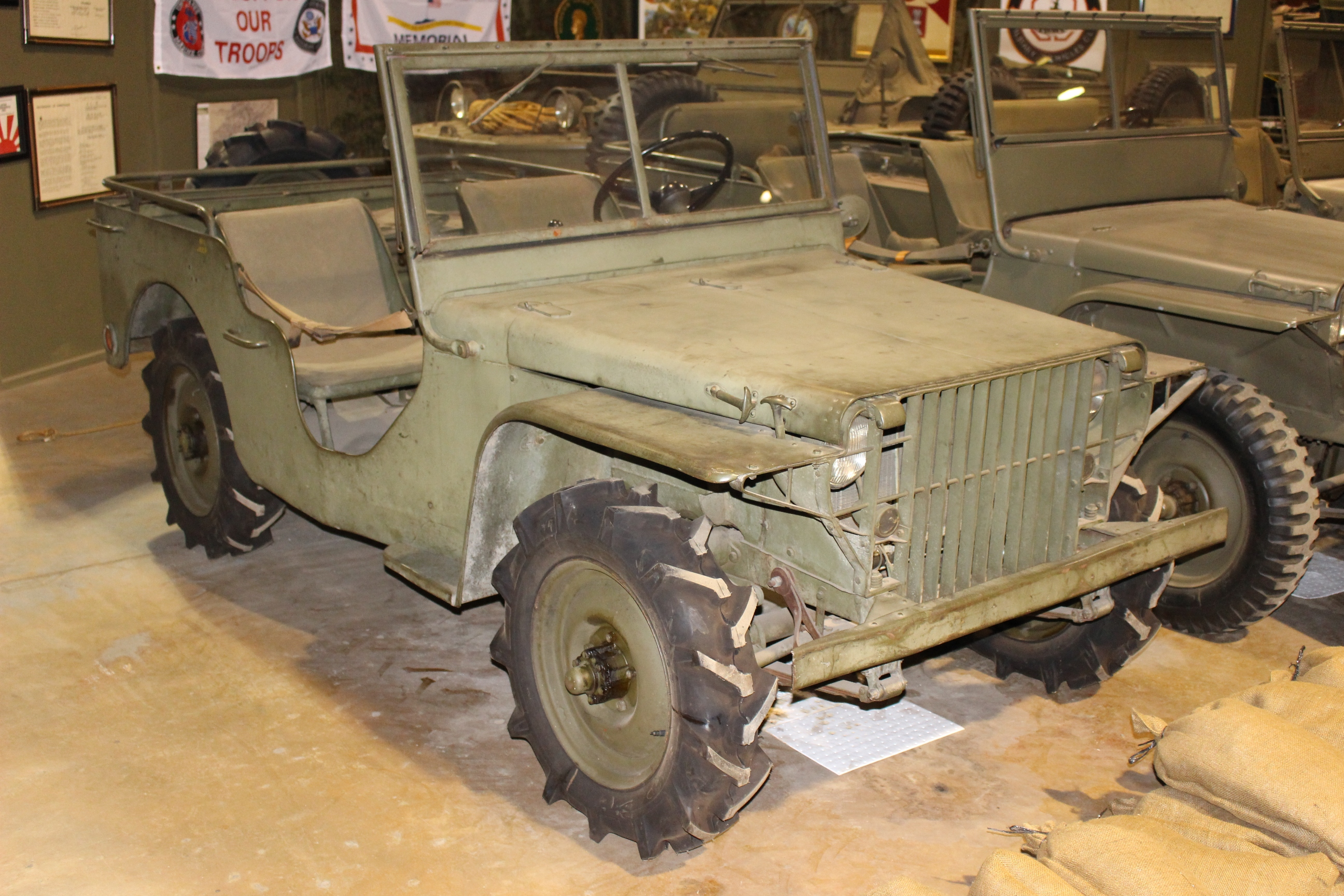
Bantam BRC-40[пол.], Ford Pygmy
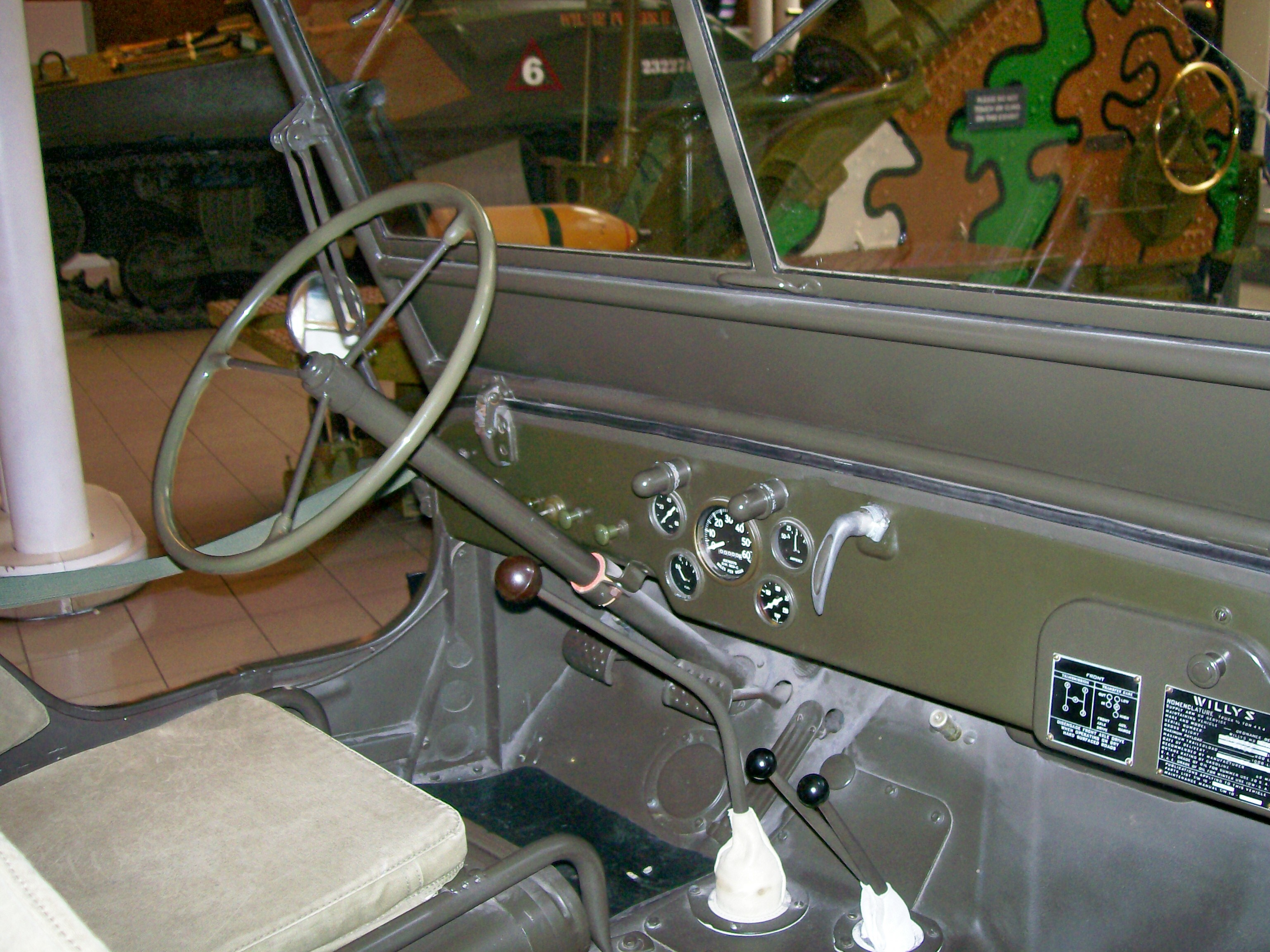
Приборная панель времён Второй мировой войны
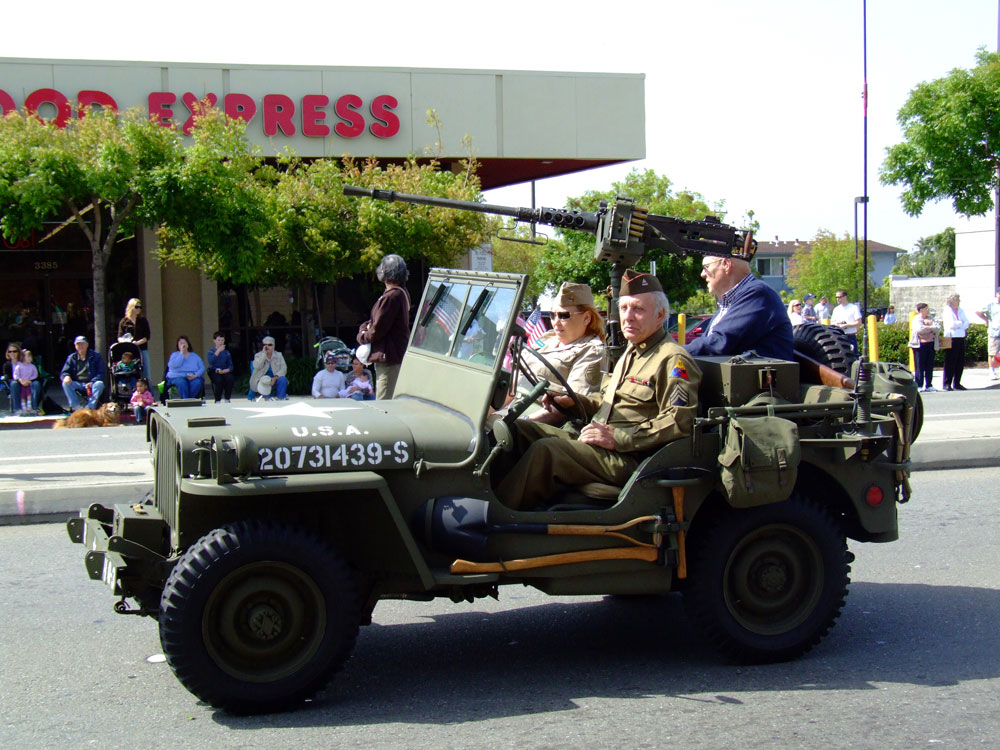
Джип с пулемётом M2 Browning
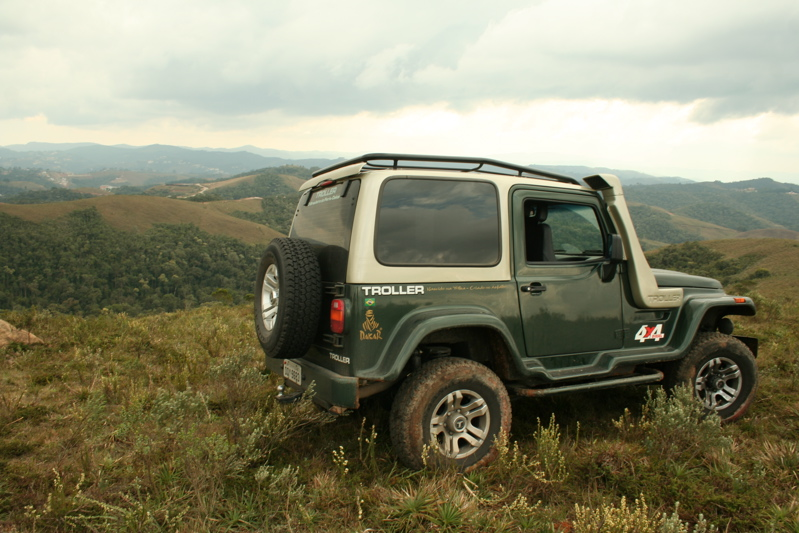
Troller T4
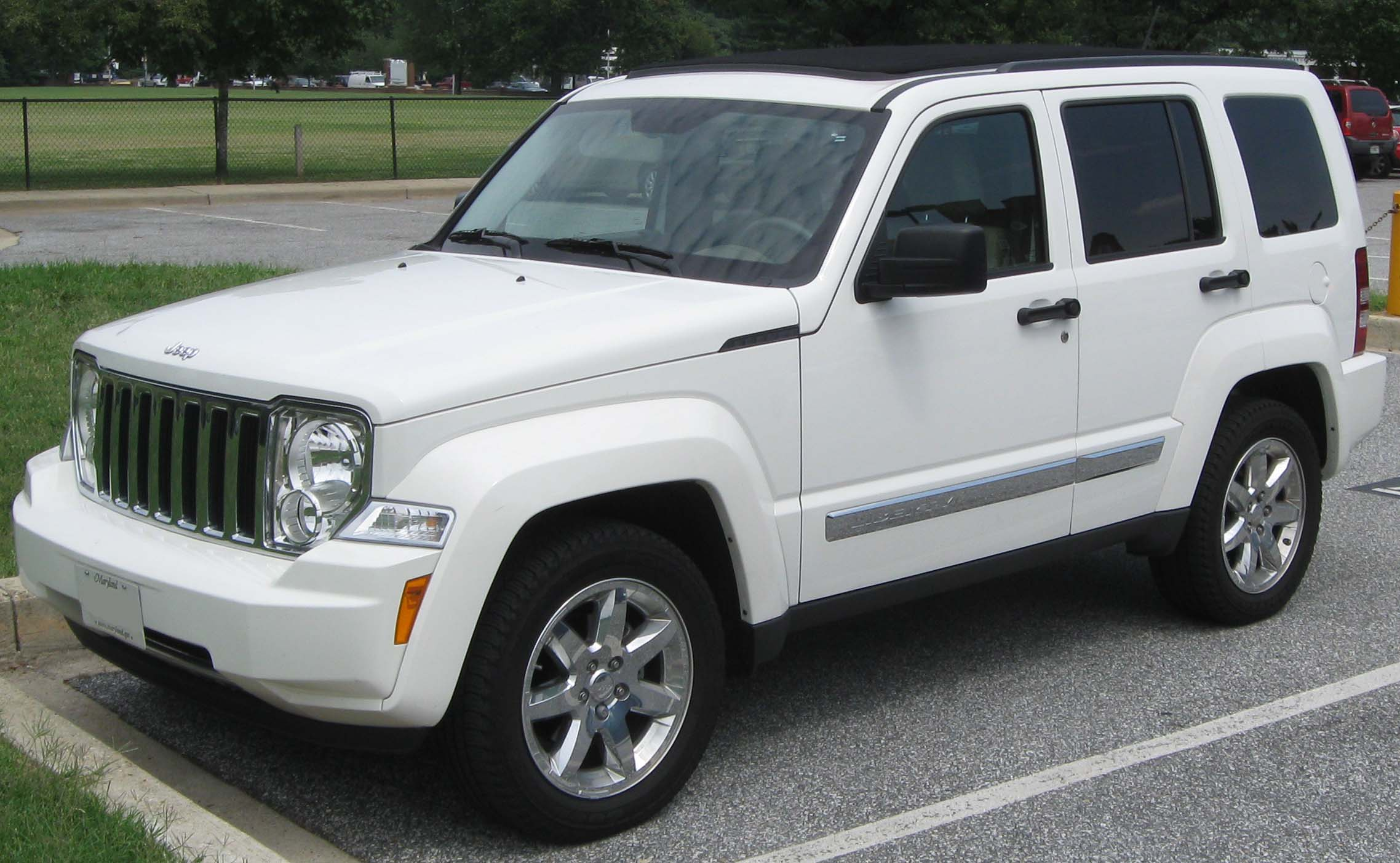
Jeep Liberty
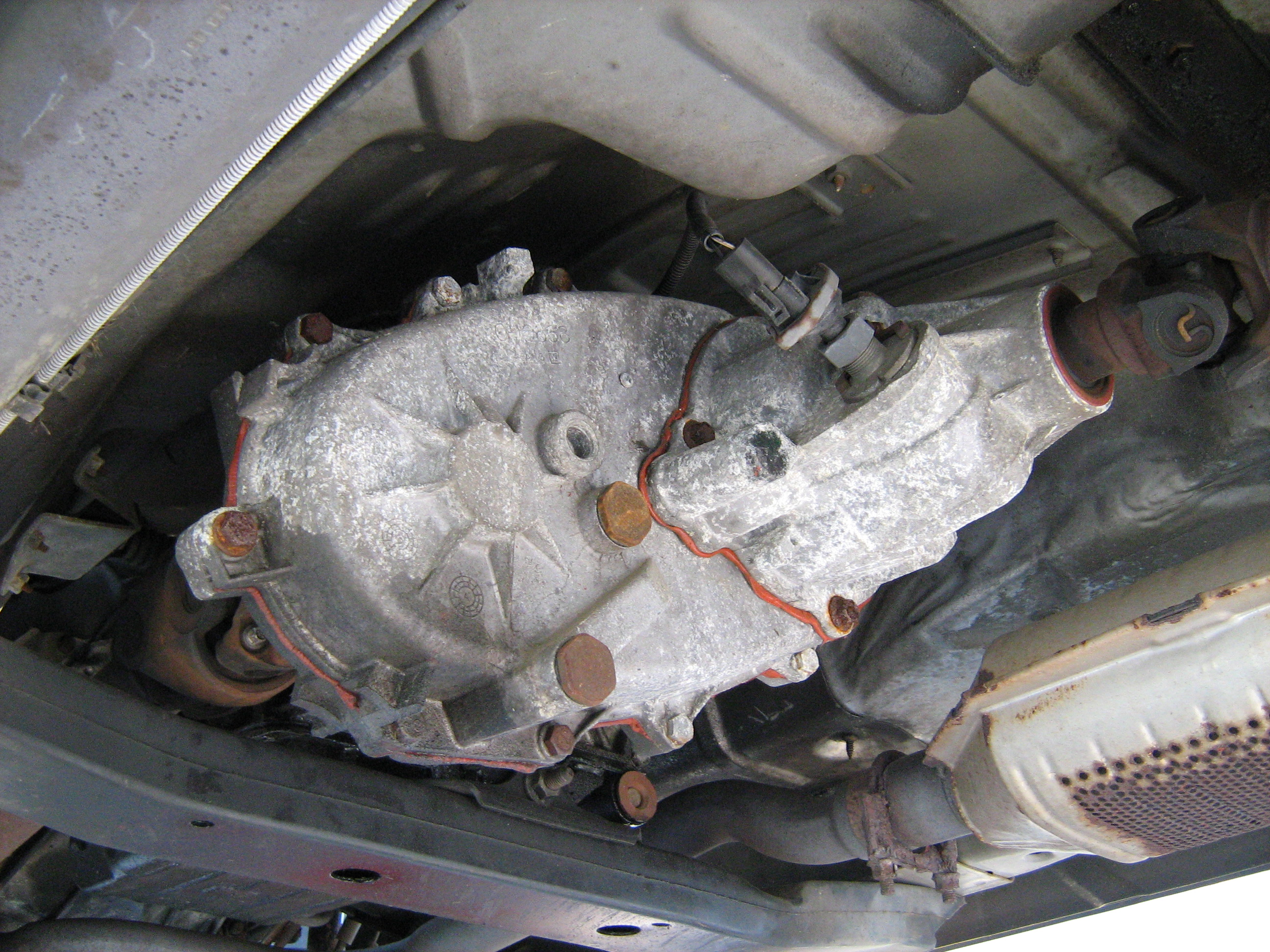
Центральная раздаточная коробка, передающая энергию из трансмиссии на переднюю (справа) и заднюю оси (слева)
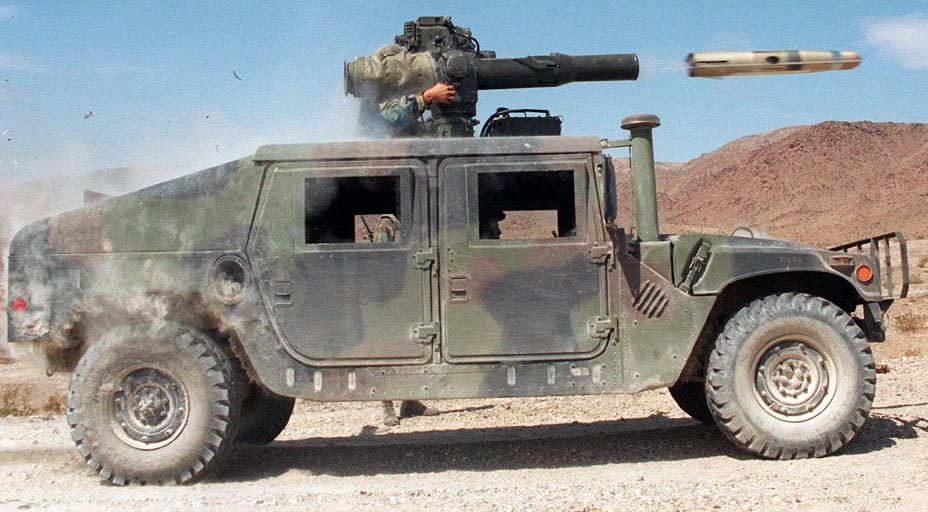
HMMWV, привод осуществляется с помощью ручного разблокируемого центрального дифференциала Torsen (подача на переднюю и заднюю оси)
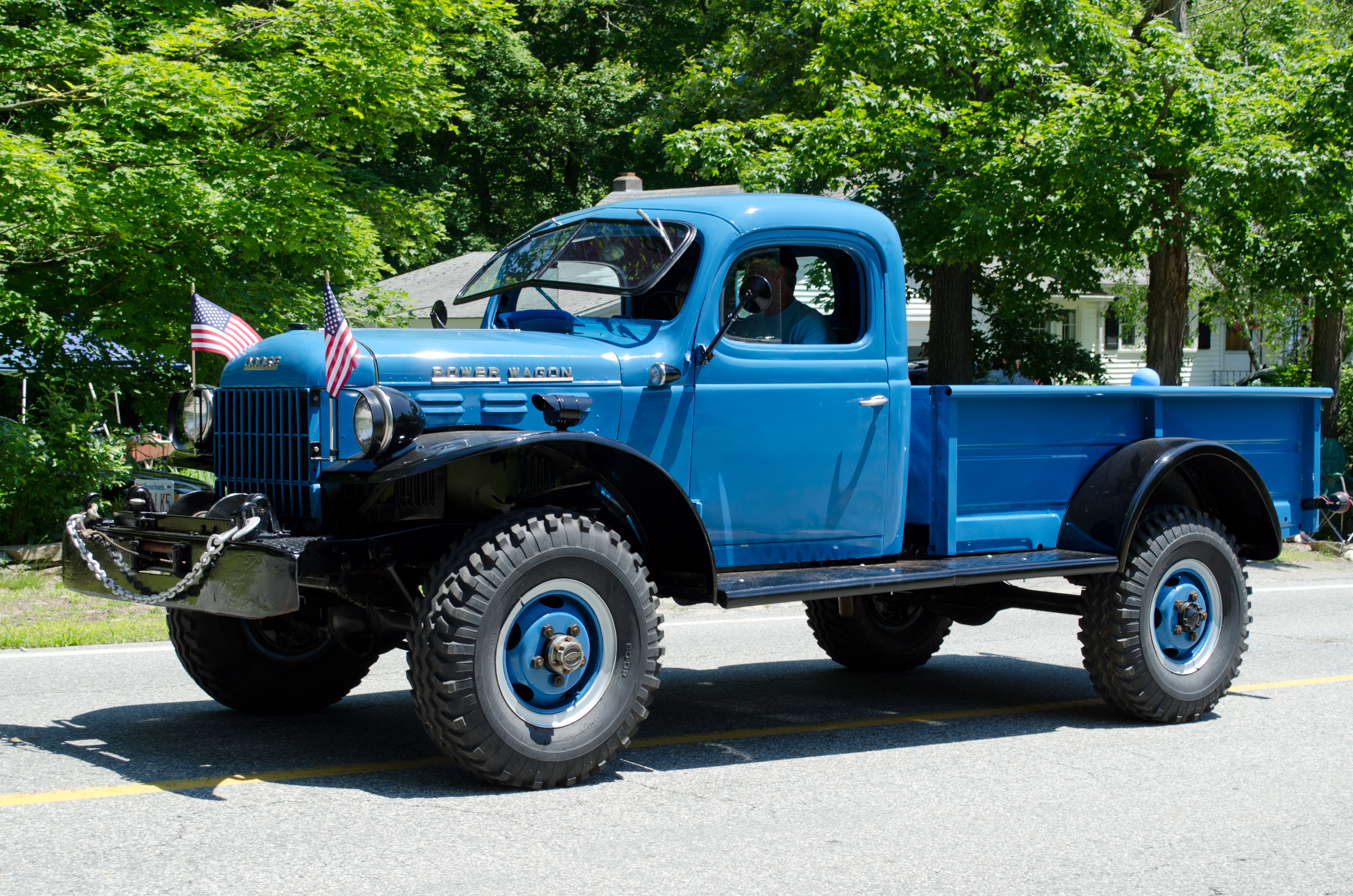
Dodge Power Wagon первого поколения
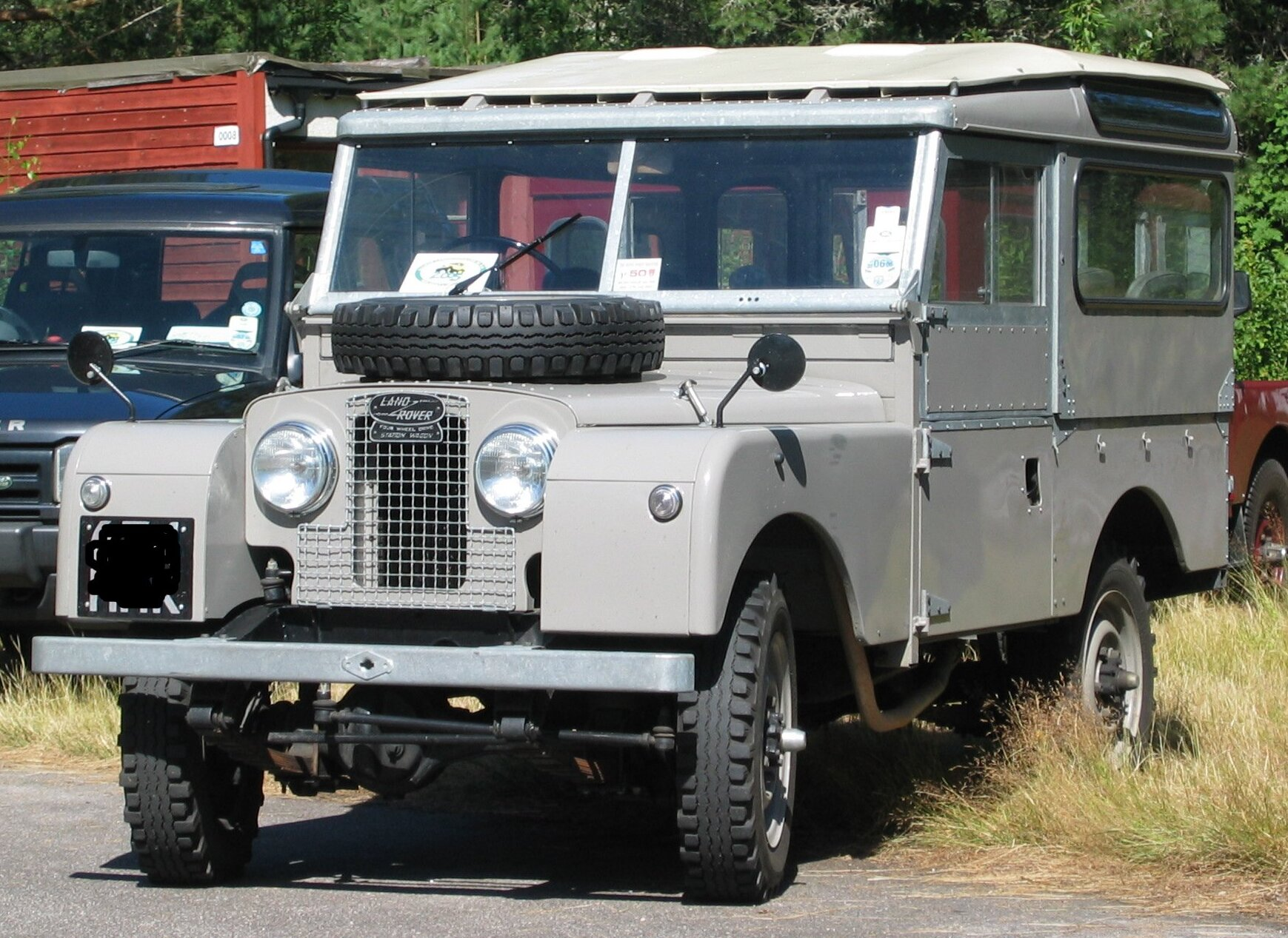
Land Rover Series I
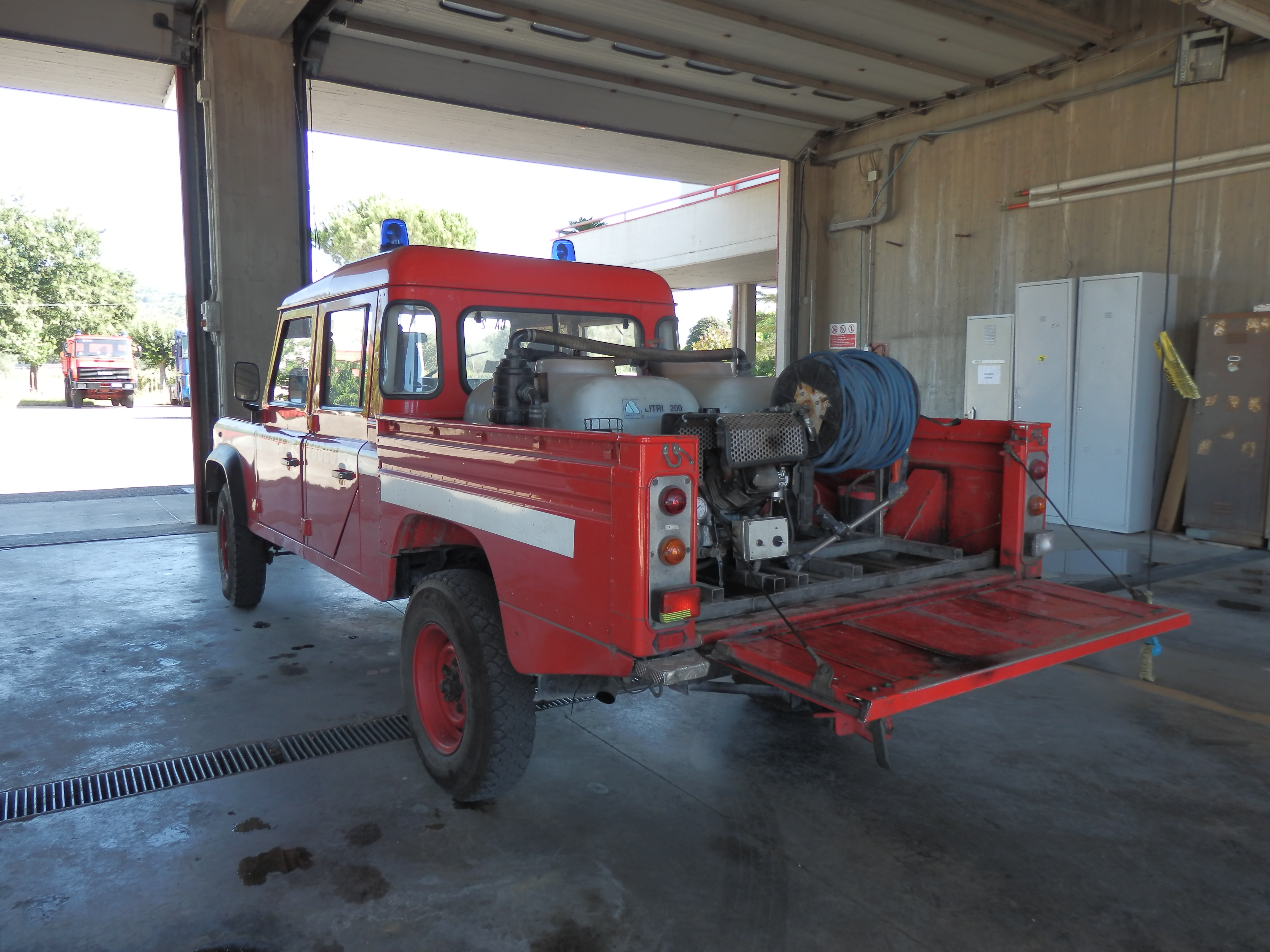
Land Rover, переоборудованный для тушения пожаров (Кашина, Италия, август 2016)